# Helanka
Helanka (eng. Helanca) je naziv robne marke i generički naziv za elastično predivo, koje je izazvalo revoluciju u proizvodnji čarapa. Pre razvoja sintetičkih prediva industrija čarapa zavisila je od vlakana biljnog ili životinjskog porekla, kao što su lan, vuna, pamuk i svila.

## Istorija
Metod za proizvodnju tkanina sa svojstvima vune od glatkih vlakana veštačke svile je razvio američki stručnjak za proizvodnju vlakana Rudolf H. Kegi 1931. godine. Upredanjem veštačkih vlakana poliamida savijenih u spiralu zajedno sa vlaknima vune nastala je prva elastična tkanina. Rezultate višemesečnog istraživanja Rudolf je predstavio menadžeru američke filijale švajcarske kompanije „Heberlein & Co.” i kompanija je otkupila prava, patentirala i razvijala proizvodni proces. Novo predivo nije posedovalo sjaj i glatkoću sintetičke svile, već je bilo mekano i toplo. Registrovano je pod nazivom Helanca®.

## Primena
U početku su proizvodi od sintetičke svile helanka nakon svakog pranja postajali veći i duži i gubili su elastičnost, a problem je rešen tek 1935. godine. Po izbijanju Drugog svetskog rata Evropa je bila skoro potpuno odsečena od izvora tekstilnih sirovina u inostranstvu, pa su veštačka svila i proces helanka bili veoma važni. Nakon rata helanka privremeno gubi svoj značaj zato što je iz Sjedinjenih Američkih Država stigao novi čudesni materijal - najlon, ali je proces proizvodnje helanke ubrzo unapređen u Francuskoj. Umesto da nit jednostavno uviju, fiksiraju i odviju Francuzi su upredali dve niti uvijene u suprotnom pravcima.
Novo predivo se više nije prekomerno istezalo i njegova elastičnost je dostigla optimalan nivo, što je pedesetih i šezdesetih godina izazvalo revoluciju u industriji čarapa. Čarape od novog prediva mogle su se bojiti u više jarkih i sjajnih boja nego one od običnog prediva, postale su šarenije, nisu imale nabore i bile su jednostavnije za održavanje. Zbog elastičnosti prediva čarape su šivene u manjem broju veličina, pa je i proizvodnja postala lakša. Znatno je pojednostavljena i proizvodnja hulahopki, koje su tek počele da se pojavljuju.

## Spoljašnje veze
- The virtual German Hosiery Museum; virtuelni muzej o nemačkoj industriji čarapa;